# 城陽警察署
城陽警察署（じょうようけいさつしょ）は、京都府警察が管轄する警察署の一つである。
新名神高速道路建設工事に伴い、令和2年8月に城陽市富野久保田より約100m北側の新庁舎へ移転した。

## 所在地
- 京都府城陽市寺田庭井25番地1

## 管轄区域
- 城陽市

## 沿革

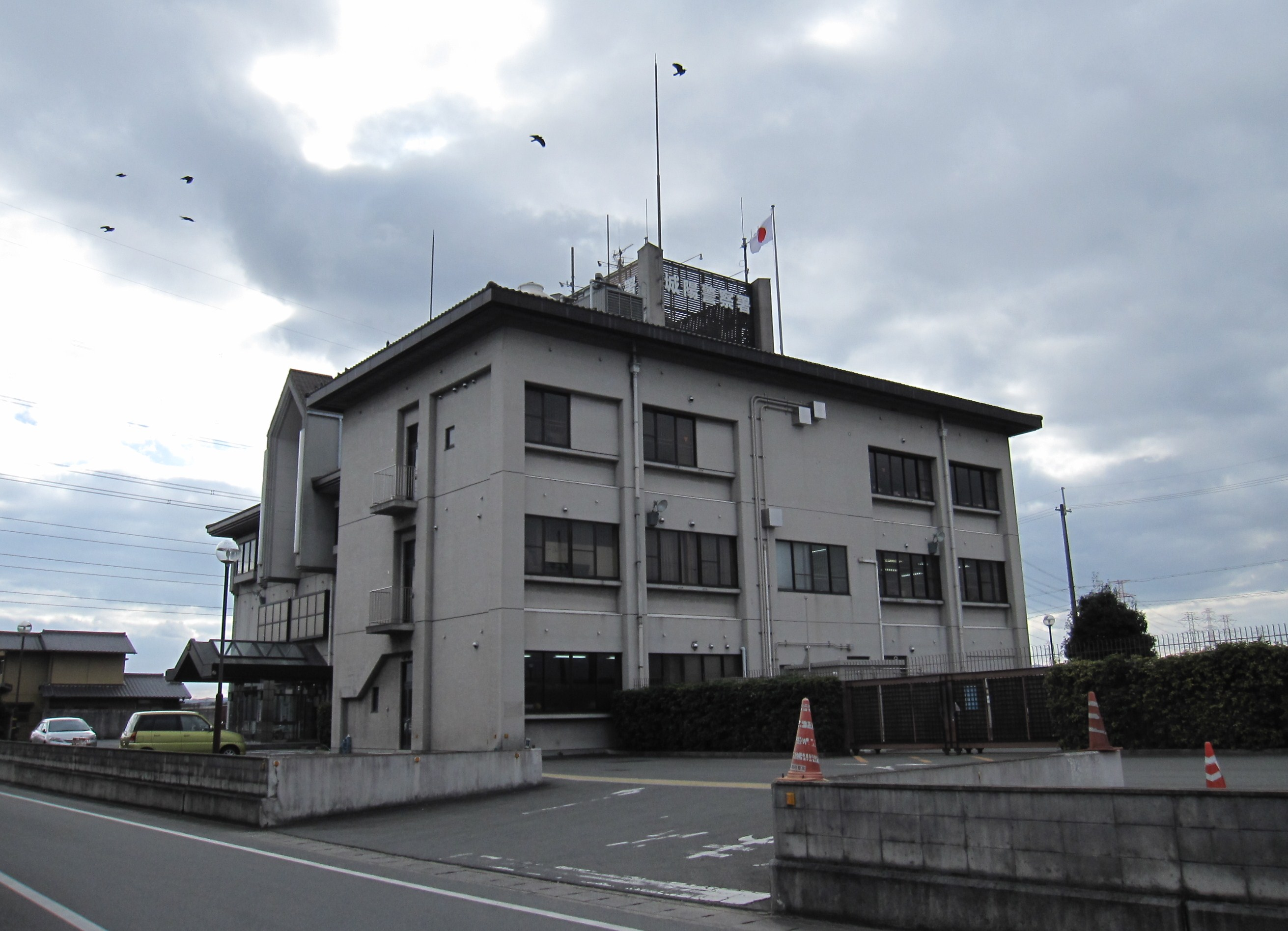
城陽警察署旧庁舎

- 1982年（昭和57年） 6月 1日：宇治警察署寺田警部補派出所が城陽警部派出所に昇格し、城陽市富野久保田へ庁舎新築移転（組織上は、宇治警察署に外勤第二課が新設され、城陽警部派出所に置かれた）。
- 1991年（平成3年）11月13日：宇治警察署から分離され、新設の城陽警察署となる。城陽市内にある久津川・富野荘・青谷の各警察官派出所は、城陽警察署に引き継がれた。
- 2007年（平成19年）5月：寺田交番新設。場所はかつての寺田警部補派出所所在地。旧交番は取り壊されていたため、建物は改めて新築された。
- 2020年（令和2年）8月31日：新庁舎へ移転し業務開始。

## 内部組織
- 会計課 - 会計係
- 警務課 - 警務係、留置管理係、犯罪被害者支援係、広聴・相談係
- 生活安全課 - 生活安全係、人身安全・少年係
- 地域課 - 地域第一係、地域第二係、地域第三係、地域管理係
- 刑事課 - 捜査管理係、強行・盗犯係、知能・組織犯罪対策係
- 交通課 - 交通指導係、交通事故捜査係
- 警備課 - 警備係

## 交番
（ ）の中は所在地。
- 久津川交番（城陽市平川指月77-1）
- 富野荘交番（城陽市富野南清水46-6）
- 青谷交番（城陽市中向河原1）
- 寺田交番（城陽市寺田高田40-6）

## 駐在所
なし

## 不祥事
2020年3月、京都府城陽市のコンビニエンスストアで重症急性呼吸器症候群(SARS)に感染しているように装い営業を妨害したとして、60代男性を偽計業務妨害の疑いで逮捕した。男性は逮捕時から「『サーズ』とは言っていない」と主張、店内の防犯カメラに記録された音声では「サーズ」という単語が聞き取れず、京都地検が5月14日に不起訴処分（嫌疑不十分）とした。取り調べの際に男性は担当刑事に「サーズと言ったやろ」と何度も迫られたという。（誤認逮捕及び自白の強要）